# Écluse de Brimslade

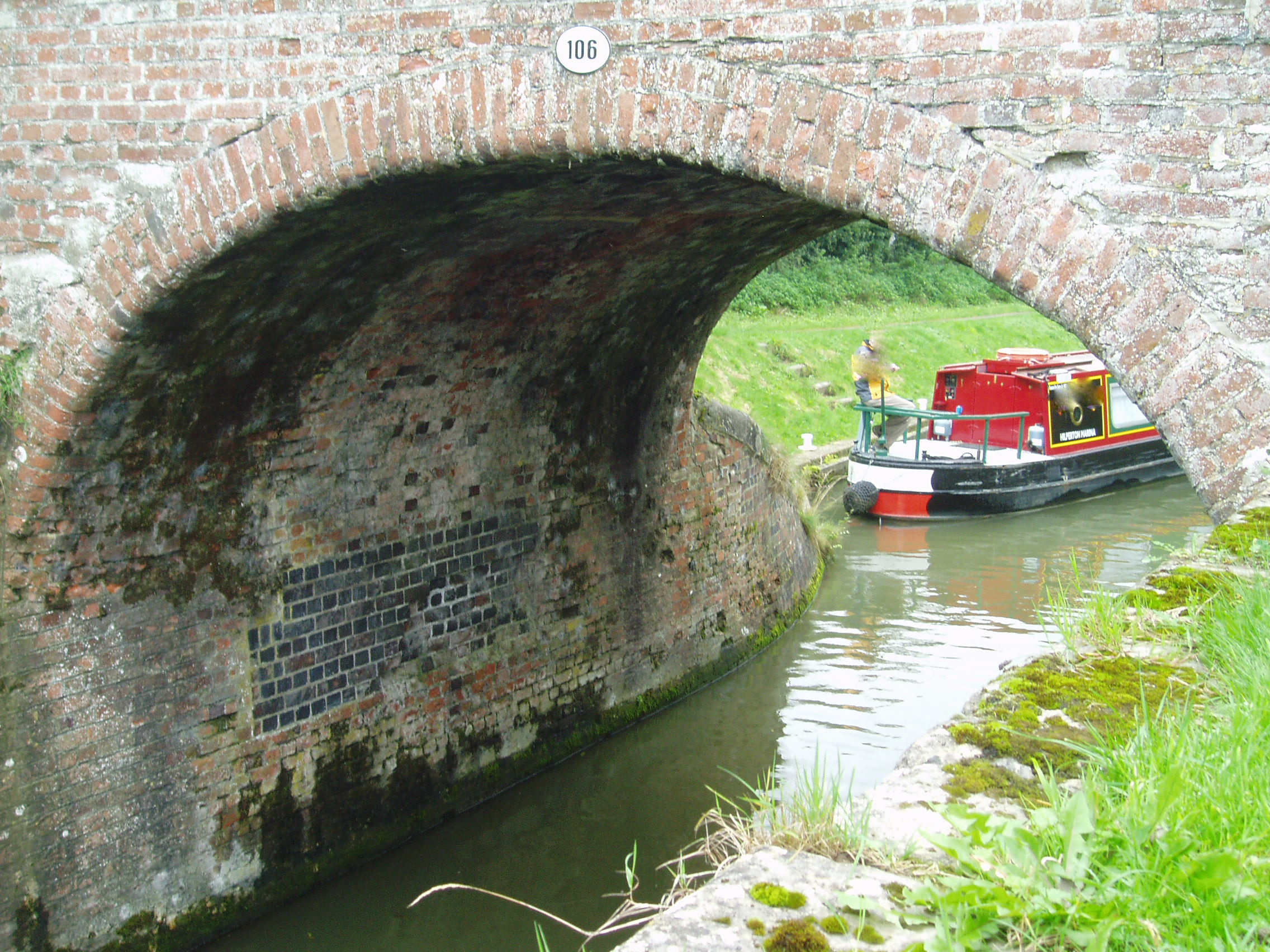
Le pont 106 à extrémité aval de l'écluse de Brimslade sur le canal Kennett et Avon

L’écluse de Brimslade est une écluse sur le canal Kennet et Avon, à Wootton Rivers, dans le Wiltshire, en Angleterre.
Le pont 106 est à l'extrémité avale de l’écluse.
L’écluse de Brimslade a été construite entre 1718 et 1723 sous la supervision de l'ingénieur John Hore de Newbury. Le canal est administré par la British Waterways. L’écluse permet de franchir un dénivelé de 2,43 m (8 pi).
Il s'agit d'un ouvrage classé grade II.